# 高滩镇 (邻水县)
高滩镇，是中華人民共和國四川省鄰水縣下辖的一个乡镇级行政单位。2019年12月，撤销子中乡，将所属行政区域划归高滩镇管辖。

## 行政区划
高滩镇下辖以下地区：
镇北社区、镇南社区、马鹿村、桂垭村、跑马村、棉花村、石马河村、宝竹寺村、接龙村、新屋村、余家坪村、梨子沟村、青童庵村、平安寨村、乐游庙村、高明村、倒碑村和保家村。